# Penobscot Building
Le Penobscot Building est un gratte-ciel construit en 1928 à Détroit aux États-Unis. Il s'élève à 173 mètres pour 47 étages et abrite des bureaux.